# Яновець-Косьцельний
Яновець-Косьцельни (пол. Janowiec Kościelny) — село в Польщі, у гміні Яновець-Косьцельний Нідзицького повіту Вармінсько-Мазурського воєводства.
Населення — 360 осіб (2011).
У 1975-1998 роках село належало до Ольштинського воєводства.

## Демографія
Демографічна структура станом на 31 березня 2011 року:
|          | Загалом | Допрацездатний вік | Працездатний вік | Постпрацездатний вік |
| -------- | ------- | ------------------ | ---------------- | -------------------- |
| Чоловіки | 183     | 38                 | 125              | 20                   |
| Жінки    | 177     | 37                 | 107              | 33                   |
| Разом    | 360     | 75                 | 232              | 53                   |